# Andrea Arrobo
Andrea Arrobo Peña es una internacionalista ecuatoriana, quien fue ministra de Energía y Minas en el gobierno de Daniel Noboa entre 2023 y 2024 y viceministra de Gobernabilidad durante el gobierno de Guillermo Lasso.

## Biografía
Estudió Relaciones Internacionales en la Universidad de los Hemisferios, y luego obtuvo una maestría en Organizaciones Internacionales y Cooperación Internacional de la Universidad de Barcelona.

### Trayectoria
Entre 2012 y 2016 trabajó en el Ministerio de Electricidad y Energía Renovable, siendo analista de gestión internacional y seguimiento de control, entre otros cargos de menor jerarquía. Fue también viceministra de Gobernabilidad en el gobierno de Guillermo Lasso y una de las líderes de la campaña de la consulta popular promovida en febrero de 2023.

### Ministra de Estado
Fue nombrada ministra de Energía y Minas del gobierno de Daniel Noboa el 12 de diciembre de 2023, siendo la primera mujer en la historia del país en presidir dicha cartera, y haciéndolo en una situación compleja de apagones debido a la escasa generación de las hidroeléctricas del país.

#### Renuncia y juicio político
El presidente Noboa le pidió su renuncia el 16 de abril de 2024, en medio de una ola de apagones en el país, declarando en emergencia al sector energético y solicitando también una investigación por presunto sabotaje en varias plantas eléctricas.
Al día siguiente el Gobierno del presidente Noboa la acusó de sabotaje y presentó una denuncia penal en su contra. De acuerdo al Diario Expreso, el ministro encargado de Energía, Roberto Luque declaró  «indicios de que funcionarios de alto nivel» en los que se incluye a la exministra Andrea Arrobo, ocultaron de forma intencional información crucial para el funcionamiento del sistema nacional energético».
El 8 de mayo de 2024 el Consejo de Administración Legislativa (CAL) de la Asamblea Nacional aprobó la solicitud de juicio político a la exministra Arrobo por incumplimiento de funciones, avalado por 40 asambleístas e impulsado por el Movimiento Construye y el Partido Social Cristiano, acusando a otros 20 funcionarios de ser presuntos cómplices en el manejo de la crisis energética.